# Vzhodna fronta (druga svetovna vojna)
Vzhodna fronta je bila eno izmed šestih glavnih bojišč druge svetovne vojne. Boji na tej fronti so potekali v današnji Belorusiji, Ukrajini, Rusiji, Poljski, Litvi, Latviji, Estoniji, Finski, Češki, Slovaški, Nemčiji, Avstriji, Romuniji, Bolgariji, Madžarski, Moldaviji, Srbiji, Hrvaški in Sloveniji. Do odprtja fronte je prišlo 22. junija 1941 z napadom nacistične Nemčija na Sovjetsko zvezo (SZ), čeprav se je sama druga svetovna vojna začela že septembra 1939 ko sta Nemčija in SZ družno napadli Poljsko in baltske države. Nemški napad, leta 1941, je SZ ujel popolnoma nepripravljeno na vojno, kar je nemški vojski omogočilo, da je prodrla globoko na sovjetsko ozemlje in bila oktobra že pred vrati Moskve. Napad na Sovjetsko zvezo je za nemško vojsko pomenil ogromen tehnično logistični zalogaj, s trajanjem vojne pa se je to skupaj z ostalimi težavami (vreme, teren, ...) in napakami v poveljstvu še povečevalo, tako da se je leta 1943 rdeča armada že opomogla in prešla v ofenzivo. Preobrat v vojni so predstavljale bitke za Stalingrad, Leningrad in serija tankovskih bitk pri Kursku. Med letoma 1943 in 1944 je rdeča armada na vzhodni fronti izvedla serijo ofenziv, ki pa se jim od bojev utrujena in razbita nemška vojska ni mogla več učinkovito upreti. Jeseni leta 1944 je bila rdeča armada že na Madžarskem in Češkoslovaškem. V začetku leta 1945 pa že v vzhodni Prusiji. Aprila je padel Dunaj, Berlin pa je postal obkoljeno mesto in je kapituliral 2. maja 1945. Boji na vzhodni fronti in v Evropi so se uradno končali 8. maja 1945 z nemškim podpisom brezpogojne kapitulacije.

## Ozadje
Komunizem in nacionalsocializem sta bila smrtna sovražnika tega sta se zavedala tako Hitler kot Stalin, zato sta oba imela skrivne načrte uničiti eden drugega. Poleg ideologije pa je imel Hitler s Sovjetsko zvezo, ki je bila polna naravnih bogastev, tudi druge načrte. Že v svoji knjigi Moj boj (Mein Kampf) je pisal kako bo v vzhodni Evropi naselil Nemce ter jim tako zagotovil nov življenjski prostor (Lebensraum). V skladu s temi prepričanji so tekle tudi priprave na vojno. 
Triindvajsetega avgusta 1939 sta Nemčija in SZ podpisali pakt o nenapadanju, ki pa je poleg pakta o nenapadanju vseboval tudi skrivna določila. Ta so omogočala, da je SZ po nemškem napadu na Poljsko brez težav okupirala vzhodno Poljsko, baltske države in začela t. i. zimsko vojno na Finskem. Od sporazuma sta imele koristi obe državi, Nemci so si hoteli z njim zavarovati hrbet medtem ko se bodo borili proti zahodnim zaveznikom, zato so v ta namen žrtvovali vzhodno Poljsko. Sovjetska zveza pa je s sporazumom pridobila čas, da se pripravi na vojno ter vanjo poseže takrat ko bodo zavezniki in Nemci preveč izmučeni od vojne, in si tako priborijo zmago nad Nemci.
Prvega septembra 1939 je Nemčija bolj ali manj pričakovano napadla Poljsko, sedemnajst dni pozneje pa je Poljsko, v skladu s skrivnim dogovorom Ribbentrop-Molotov, napadla tudi SZ. Istočasno s Poljsko pa je SZ okupirala tudi baltske dežele Litvo, Latvijo in Estonijo, uprla se je le Finska kar je konec novembra pripeljalo do zimske vojne. Čeprav je bila vojna za Finsko že vnaprej izgubljena, saj se maloštevilna in slabo oborožena vojska ni mogla učinkovito upirati milijonski rdeči armadi, je ta nasprotniku v petih mesecih vojne povzročila ogromne izgube. Kljub porazu Finske je bil svet presenečen nad vojaško nesposobnostjo SZ, ki so jo imeli za nepremagljivo. To je Hitlerja spodbudilo, da je predčasno napadel SZ, obenem pa je ta vojna SZ rešila pred popolnim porazom v drugi svetovni vojni.
Po zavezniškem porazu v Skandinaviji in Franciji so v nemškem poveljstvu začeli mrzlično pripravljati načrte za napad na SZ, pritem pa jih je nehote zmotila kriza na Balkanu. V kraljevini Jugoslaviji je prišlo do upora v katerem je ljudstvo nasprotovalo pridružitvi Jugoslavije silam osi. To je Hitlerja tako razjezilo, da je ukazal prekiniti priprave za napad na SZ in v direktivi št. 25 ukazal nemudoma napasti Jugoslavijo. Nemci in njihovi zavezniki so za napad pripravili okoli dva milijona dobro oboroženih vojakov, ki so državo napadli 6. aprila 1941 iz smeri Italije, Avstrije, Madžarske, Romunije, Bolgarije in Albanije. Slabo oborožena in demoralizirana jugoslovanska vojska proti šestkrat močnejšemu sovražniku ni imela nobenih možnosti za zmago, zato je 17. aprila 1941, po tem ko sta vlada in kralj zbežala iz države, podpisala brezpogojno kapitulacijo. Sočasno z Jugoslavijo so Nemci napadli tudi Grčijo (načrt Marita) in tako dokončno zagospodarili na balkanskem polotoku. Kasneje se je izkazalo, da so ti v t. i. balkanski avanturi storili ogromno napako saj so izgubili čas pred zimo v vzhodni Evropi. Čeprav so sovjetski obveščevalci Kremelj zalagali z gorami podatkov o nemških pripravah na napad, Stalin poročilom ni verjel, kdor pa je preveč govoril o tem je enostavno izginil. Tako je rdeča armada nemški napad pričakala popolnoma nepripravljena.

## Nemška ofenziva
Dvaindvajsetega junija 1941 so Nemci skupaj s svojimi zavezniki med Arktičnim oceanom in Črnim morjem sprožili svojo največjo ofenzivo. Dvesto petdeset divizij se je v treh glavnih smereh pognalo v notranjost SZ, glavni cilj je bila Moskva ki jo je bilo potrebno zasesti še pred začetkom zime. Tri tisoč kilometrov dolga fronta je bila razdeljena na tri dele vsak del pa je zasedala ena nemška armada. Odsek v smeri Leningrada je zasedala armadna skupina sever, odsek v smeri Moskve armadna skupina center, odsek v smeri Stalingrada pa armadna skupina jug. Nemški napad je rdečo armado šokiral, v nemškem blitzkriegu je bilo že prvi dan uničenih na stotine sovjetskih letal, nemške enote so pregazile t. i. Stalinovo črto. Sovjetske enote, ki so stopile v boj so bile kmalu po tem odrezane od zaledja, obkoljene in uničene. Brest-Litovsk steber sovjetske obrambe je padel že prvi dan. Sedemindvajsetega junija je po kratkem boju padel Minsk. Stalin se je ravno vrnil iz potovanja, ko je izvedel da je prišlo do napada in da ga je Hitler izigral. To ga je tako potrlo, da se več dni ni pokazal iz svojih prostorov. Tretjega julija je zbral dovolj poguma, da je stopil pred ljudstvo in ga nagovoril hkrati pa je razglasil »domovinsko vojno«.
Sredi julija, po začetnem šoku, so sovjetske rezervne enote in enote poklicane iz Sibirije začele organiziran odpor. Na vsej fronti je SZ utrpela ogromne izgube, samo pri Kijevu je izgubila 600.000 vojakov med boji za Smolensk pa 348.000. Do konca septembra so te izgube narasle na 2.500.000 vojakov. Ogromno je bilo uničeno tudi opreme; 22.000 topov, 18.000 tankov in 14.000 letal. S težavami so se začele srečevati tudi nemške enote. Zaradi hitrega napredovanja je vedno večji problem postajala logistika, ki ni morala slediti bojnim enotam. Cilj nemške vojske, obkoliti in uničiti sovražnika, je bil izveden po načrtih to pa je za seboj potegnilo celo vrsto drugih težav. Številni žepi odpora so nase vezali enote, ki bi jih Nemci lahko uporabili pri napredovanju proti Moskvi. Problem se je pojavil tudi s terenom, cest v SZ skoraj da ni bilo, tiste, ki so bile pa so se ob vsakem dežju spremenile v blato. Napredujoča nemška vozila so v zrak dvigala ogromne količine prahu, ki je uničeval motorje vozil.
Oktobra so se Nemci že znašli pred Leningradom in ga poizkušali obkoliti. Nemške enote so se nevarno približale tudi Moskvi, zato je Stalin sklenil prestolnico SZ začasno premestiti v Kujbišev sam pa je ostal v Moskvi da bi organiziral odpor. Na vzhod je preselil tudi celotno industrijo in jo tako obvaroval pred nemškimi bombami. Za obrambo Moskve in Leningrada je bilo aktivirano vse prebivalstvo, to je kopalo protitankovske jarke in gradilo obrambne položaje. V začetku novembra je že zapadel prvi sneg ki je na nemški strani povzročil nemalo težav saj ta zaradi logističnih težav še ni bila pripravljena na zimo. Nemški generali so zaman prosili Hitlerja naj jim dovoli vzpostaviti zimsko črto, ta jih ni poslušal ampak je zahteval napredovanje brez ustavljanja. Novembra je SZ v bitki za Rostov dobila prvo bitko proti nemški vojski. Decembra je SZ v okolici Moskve sprožila protiofenzivo, njihove na mraz dobro pripravljene enote iz Sibirije ob podpori novih tankov T-34 in raketnih sistemov Katjuša so izpred Moskve pregnale podhlajene Nemce, boji za Moskvo pa so se končali 7. januarja 1942. Hudi boji se odvijajo tudi za oblegani Leningrad, zadnja komunikacija s tem mestom je bila prekinjena 8. septembra, od takrat naprej so ljudje stradali. Sredi zime 1941-1942 je vsak dan zaradi bombardiranj in lakote umrlo med 3.500 in 4.000 ljudi. Stvari so se nekoliko izboljšale šele v hudi zimi ko je zmrznilo jezero Ladoga in so branilci lahko čez led organizirali konvoje s hrano.
Spomladi 1942 je fronta ponovno oživela. Medtem ko je na severu fronta bolj ali manj mirovala sta južni odsek fronte zaznamovali bitka za Harkov in operacija Zadeva Modro. Cilj nemške operacije so bila naftna polja na Kavkazu in Stalingrad. Julija je po devetih mesecih obleganja padel Sevastopol, nič bolje ni SZ kazalo pri strateško pomembnem mestu Voronež, ko je mesto padlo se Nemce ni dalo več zaustaviti vse dokler niso sredi julija prišli do vrat Stalingarda.

## Preobrat
Septembra 1942 so bili Nemci že globoka v Stalingradu kjer se je začela srdita bitka za vsako ulico, hišo, nadstropje, hodnik in sobo. Že po nekaj tednih se je mesto ob Volgi spremenilo v kup ruševin, videti je bilo da bo mesto vsak čas padlo v nemške roke. Medtem ko je v Stalingradu potekal bitka na vse ali nič so nemške čete napredovale proti Kavkazu in novembra že prišle do vznožij Elbrusa nato pa se je njihova ofenziva nenadoma ustavila. Nemški vojaki in oprema so bili po napredovanju globoko v SZ izčrpani, njihovo napredovanje se je dokončno ustavilo in prevesilo v umikanje do konca vojne. 
V začetku novembra so se razmere v Stalingradu, na sovjetski strani, tako izboljšale, da so v sovjetskem poveljstvu začeli načrtovati protiofenzivo. Devetnajstega novembra so sprožili operacijo Uran s katero so obkolili 300.000 glavo nemško šesto armado pod poveljstvom feldmaršala Paulusa. Nemške enote v Stalingradu so ostale ujete, vsi poizkusi, da bi jih rešili od zunaj ali da bi se rešile same z izpadom so spodleteli. Ker zaradi obkolitve oskrba nemških enot po zemlji ni bila mogoča je nemško letalstvo organiziralo oskrbo preko zraka, ki pa zaradi pomanjkanja letal in močne protiletalske obrambe ni delovala. Nemški vojaki v najhujši zimi tako niso dobili zadosti hrane, da bi preživeli kaj šele, da bi se borili. Sovjetska operacija Saturn je dokončno zapečatila usodo oblegane nemške armade, ta se je predala 31. januarja 1943, od 300.000 vojakov jih je preživelo manj kot 90.000 pa še teh se je ob koncu vojne domov vrnilo samo 5.000. Osmega februarja je rdeča armada zasedla Kursk, deset dni kasneje pa se je začela tretja bitka za Harkov, ki se je končala sredi marca z nemško zmago. Kmalu za tem je SZ zahodno od Moskve spodletela tudi operacija Mars, ki se je zaradi gromozanskih izgub na sovjetski strani spremenila v neprimerljiv pokol.
Nemški poraz pri Stalingradu je resno zamajal razmerje sil na vzhodni fronti zato so začeli Nemci spomladi v izboklini pri Kursku pripravljati novo ofenzivo v kateri bi uničili rdečo armado in se ponovno prebili na Kavkaz kjer so bila strateško pomembna nahajališča nafte. Spomladi so Nemci sestavili armado z 780.000 možmi razporejenih v sedemnajstih divizijah in jo opremili z novimi tanki tipa Tiger in Panter. Sovjetska zveza je bila o nemških pripravah pravočasno obveščena zato so se na prihod sovražnika dobro pripravili. Čeprav se niso morali kosati s tehnološko bolj razvitim nemškim orožjem so za obrambo svojih položajev izbrali že star in zelo domiselen način obrambe za katerega so potrebovali samo lopato in velike količine delavcev, obojega pa so imeli na pretek. Tako so v izboklini naredili nešteto tankovskih jarkov, protitankovskih ovir, minskih polj, različnih pasti, bunkerjev in neskončna polja žičnih ovir. Nemce pa so pričakali s skoraj dvomilijonsko vojsko ter 5.128 tanki, 25.013 topovi in 2.792 letali. Četrtega julija 1943 so Nemci začeli z operacijo Citadela, že prvi dan jih je pričakalo močno sovjetsko topništvo kmalu zatem so se nemški tanki znašli na neskončnih poljih tankovskih in pehotnih ovir. V seriji bitk je Rdeča armada na vsak nemški napad odgovorila s protinapadom in pri tem žrtvovala na tisoče tankov in deset tisoče vojakov. Nemško tehnološko bolj napredno orožje se enostavno ni moralo kosati s številčnostjo nasprotnikovih sil. Bitka za Kursk se je končala 23. avgusta 1943 s strateško sovjetsko zmago. V največji tankovski bitki so Nemci izgubili okoli 260.000 vojakov in 1.043 tankov, sovjetske izgube pa so bile tudi do sedemkrat višje od nemških, vendar to na moč rdeče armade ni bistveno vplivalo. Bitka pa je imela še en zanimiv zaključek, prvič po letu 1939 se je zgodilo da nemški Blitzkrieg ni več deloval, kar je zavezniškim strategom dalo veliko misliti.

## Sovjetske protiofenzive
Po bitki pri Kursku se napredovanje rdeče armade nikoli več ni zares ustavilo, kljub temu da so Nemci zmagali v številnih manjših bitkah. Čeprav je bila nemška vojska še vedno močna in se je borila z vso silovitostjo so se že začeli kazati prvi indikatorji, ki so pravili, da je vojna za Nemce izgubljena. Sedmega avgusta se je začela bitka za Smolensk, ki se je končala 2. oktobra s sovjetsko zmago. Po bitki pri Kursku je rdeča armada konec avgusta od reke Dneper sprožili novo ofenzivo, ki je resno zamajala vzhodno fronto. Ofenziva je za Nemce predstavljala pravo logistično nočno moro saj so ukrajinski in beloruski partizani neprestano uničevali nemške komunikacije. Kako obsežna je bila ofenziva so pokazale tudi izgube; Nemci so imeli skupaj z zavezniki okoli 400.000 mrtvih, ranjenih, pogrešanih in zajetih, SZ pa kar 1.500.000 mrtvih, ranjenih, zajetih in pogrešanih. Ofenziva je imela tudi politične motive, ki so novembra 1943 Stalinu pomagali pri pogajanjih na teheranski konferenci. Boji so se zaključili decembra z osvoboditvijo Kijeva. Zatišje ni trajalo dolgo, že konec decembra je rdeča armada izvedla serijo novih ofenziv, ki so se v prvi polovici leta 1944 zlile v tako imenovano spomladansko ofenzivo. Štirinajstega januarja je bila vzpostavljena železniška proga med Moskvo in Leningradom s čimer se je končalo strahovito obleganje tega mesta. Aprila je bila osvobojena Odesa, 10. maja pa Sevastopol. 
Operacija Bagration izvedena med junijem in avgustom je dokončno pregnala Nemce iz Belorusije, Ukrajine in vzhodne Poljske. Velike ofenzive so se začele tudi na severu fronte, septembra je bila sprožena velika ofenziva v baltskih državah; Litvi, Latviji in Estoniji, glavni cilj sovjetske ofenzive na severu je bila vzhodna Prusija preko katere bi nato napredovali v notranjost tretjega rajha. Devetega junija je bila izvedena ofenziva na Finsko, finska vojska ni kos dosti močnejši rdeči armadi zato prosi za premirje, nato pa je v skladu s sovjetskimi zahtevami prestopila na njihovo stran. Avgusta se začne vstaja v Varšavi, ki pa je po enem mesecu bojev brez pomoči zaveznikov bila obsojena na propad. Sovjetska zveza je namerno čakala, da so bili Poljaki oslabljeni in nezmožni upora sledeči sovjetski okupaciji. Nemci so iz maščevanja do tal porušili celo mesto. Konec avgusta pade Bukarešta, Romunija pristopi na stran zaveznikov in se začne bojevati proti nacistični Nemčiji s katero je še pred kratkim tesno sodelovala. Dvajsetega oktobra združena sovjetska in jugoslovanska armada osvobodita Beograd, nato SZ napredujeje na Madžarsko. Budimpešta je osvobojena 13. februarja 1945 po mesecu in pol obleganja.

## Konec vojne
Januarja 1945 sovjetska vojska končno vstopi v izpraznjeno Varšavo. Nemška vojska v začetku leta 1945 popolnoma izgubi pregled nad dogajanjem na vzhodni fronti, sovjetska vojska je v primerjavi z nemško tudi do šestkrat večja ter ima neizčrpne vire ljudi in opreme, velik del katere je dobavljala ZDA. SZ začne napredovati tudi po štirideset kilometrov na dan. Februarja poizkuša Hitler še zadnjič organizirati vojsko s katero bo dosegel preboj na fronti, pritem pa se ne zaveda da nemška vojska na vzhodni fronti praktično ne obstaja več. Tridesetega marca rdeča armada vstopi v Avstrijo in trinajst dni pozneje zasede Dunaj, aprila pade Königsberg, ki je bil steber obrambe na vzhodu Nemčije. Strah pred rdečo armado v vzhodni Prusiji in nemških vzhodnih deželah sproži pravi eksodus na zahod, veliko je tudi dezerterstva, vdajajo se cele nemške armade oz. tisto kar je od njih ostalo. Šestnajstega aprila se začne še zadnje poglavje vojne na vzhodni fronti, bitka za Berlin, nemška vojska se je v obkoljenem mestu trdovratno upirala napadom rdeče armade zato so boji potekali za vsako ulico, hišo, nadstropje in sobo. Tridesetega aprila Hitler skupaj s svojo ženo Evo Braun naredi samomor, Hitlerja nasledi admiral Karl Dönitz. Poveljstvo nad obrambo mesto prevzame general Helmuth Weidling, ki spozna, da je upiranje nesmiselno zato 2. maja mesto preda Sovjetski zvezi. Medtem se na Češkoslovaškem odvijajo hudi boji med rdečo armado in nemško armadno skupino center, ki se želi z begom na zahod izogniti sovjetkemu ujetništvu.
Sedmega maja ob 2:41 zjutraj general Alfred Jodl v zavezniškem poveljstvu podpiše brezpogojno kapitulacijo tretjega rajha, ki začne veljati 8. maja 1945. Naslednji dan, 9. maja, feldmaršal Wilhelm Keitel v poveljstvu generala Žukova v Berlinu podpiše brezpogojno kapitulacijo tudi s Sovjetsko zvezo. Vojne v Evropi je uradno konec.
Ponekod so se boji kljub kapitulaciji nadaljevali, nemške divizije nekdaj del armadne skupine center so se na Češkoslovaškem upirale vse do 11. maja. Najdlje so boji trajali v Sloveniji čez katero so se v Avstrijo umikali Nemci in njihovi sodelavci, boji so se neuradno tako končali šele 15. maja. Zadnja nemška enota se je predala šele spomladi 1946 na otočju Spitsberg.

## Izgube
| Sile osi                                               | Sile osi          | Sile osi                    | Sile osi  | Sile osi                          |
|                                                        | Skupno št. mrtvih | Mrtvi in pogrešani v akciji | Ujetniki  | Ujetniki ki so umrli v taboriščih |
| ------------------------------------------------------ | ----------------- | --------------------------- | --------- | --------------------------------- |
| Nemčija                                                | 4.300.000         | 4.000.000                   | 3.300.000 | 374.000                           |
| Sovjetski državljani, ki so prestopili na nemško stran | 215.000+          | 215.000                     | 1.000.000 | Neznano                           |
| Romunija                                               | 281.000           | 81.000                      | 500.000   | 200.000                           |
| Madžarska                                              | 300.000           | 100.000                     | 500.000   | 200.000                           |
| Italija                                                | 82.000            | 32.000                      | 70.000    | 50.000                            |
| Skupaj                                                 | 5.178.000+        | 4.428.000                   | 5.450.000 | 824.000                           |

| Zavezniki       | Zavezniki         | Zavezniki                   | Zavezniki | Zavezniki                         |
|                 | Skupno št. mrtvih | Mrtvi in pogrešani v akciji | Ujetniki  | Ujetniki ki so umrli v taboriščih |
| --------------- | ----------------- | --------------------------- | --------- | --------------------------------- |
| Sovjetska zveza | 10.600.000        | 6.829.437                   | 5.200.000 | 3.300.000                         |
| Poljska         | 24.000            | 24.000                      | Neznano   | Neznano                           |
| Romunija        | 17.000            | 17.000                      | 80.000    | Neznano                           |
| Bolgarija       | 10.000            | 10.000                      | Neznano   | Neznano                           |
| Skupaj          | 10.651.000        | 6.927.204 + partizani       | 5.280.000 | 3.600.000                         |